# Cyfry wietnamskie
W języku wietnamskim istnieją dwa zestawy liczebników: rodzimy i sino-wietnamski.

## Wprowadzenie
Wśród języków wschodniej Azji będących pod silnym wpływem kultury chińskiej, języki japoński i koreański używają dwóch zestawów liczebników – rodzimego i zapożyczonego z języka chińskiego – przy czym ten drugi jest powszechniejszy. Natomiast w języku wietnamskim, wariant wywodzący się z języka chińskiego nie osiągnął jeszcze powszechnej akceptacji. Liczby od 1 do 1000 są zwykle wyrażane w rodzimym systemie wietnamskim i tylko kilka liczb (jak np. 1000000 triệu) jest wyrażane w systemie chińskim.
Liczby w języku wietnamskim można zapisywać na dwa sposoby. Sposób nowoczesny, liczby z obu wariantów zapisywane są przez latynizację quốc ngữ. Zapis archaiczny, używający pisma Hán-Nôm. Liczby wywodzące się z języka chińskiego zapisywano w Hán tự (wietnamskie pismo chińskie), a liczby rodzime w Chữ nôm.

## Podstawowe cechy
- Odmiennie niż pozostałe schińszczone systemy, język wietnamski grupuje cyfry w liczbach co tysiąc a nie w miriady. Na przykład, "123123123" zapisywane jest  jako "𠬠𤾓𠄩𨒒𠀧兆𠬠𤾓𠄩𨒒𠀧𠦳𠬠𤾓𠄩𨒒𠀧／một trăm hai mươi ba triệu một trăm hai mươi ba nghìn (ngàn) một trăm hai mươi ba", lub "123兆123𠦳123" (123 milion, 123 tysiąc i 123)[1], podczas gdy w chińskim, japońskim i koreańskim tę samą liczbę zapisuje się jako "1亿2312万3123" (1 sto milionów, 2312 dziesięć tysięcy i 3123).
- Mimo istnienia dwóch zestawów liczebników, wariant sino-wietnamski nie jest powszechny. Staje się on użyteczny tylko jeśli liczby przekraczają tysiące, jak np. "vạn／萬", "ức／億" i "triệu／兆". Te sino-wietnamskie słowa przedstawiają liczby używane w starożytnych Chinach, gdzie każda kolejna cyfra wzrasta dziesięciokrotnie, 億 jako liczba 105, 兆 to 106 itd.
- Obecnie sino-wietnamskie nazwy "vạn／萬" i "ức／億" są coraz rzadziej stosowane.
- Pewne numery są tworzone łącząc nazwy z obu wariantów, rodzimego i sino-wietnamskiego, na przykład, "mười triệu／𨒒兆", gdzie "triệu／兆" pochodzi od nazewnictwa sino-wietnamskiego, a "mười／𨒒" to słowo rodzime.

Poniższa tabela zawiera zestawienie podstawowych danych liczbowych w języku wietnamskim dla obu wariantów. Dla każdej liczby podświetlony jest powszechniejszy wariant.
| Liczba        | Sino-wietnamski    | Sino-wietnamski                  | Rodzimy                                     | Rodzimy                                     | Uwagi |
| ------------- | ------------------ | -------------------------------- | ------------------------------------------- | ------------------------------------------- | --- |
| Liczba        | Hán tự             | Quốc ngữ                         | Chữ nôm                                     | Quốc ngữ                                    | Uwagi |
| 0             | 空 • 〇（零）      | không • linh                     | (brak)                                      | (brak)                                      | W publikacjach naukowych z fizyki często stosuje się zapożyczone słowo "zêrô (zêro, dê-rô)". |
| 1             | 一（壹）           | nhất                             | 𠬠                                          | một                                         | |
| 2             | 二（貳）           | nhị                              | 𠄩                                          | hai                                         | |
| 3             | 三（叄）           | tam                              | 𠀧                                          | ba                                          | |
| 4             | 四（肆）           | tứ                               | 𦊚                                          | bốn                                         | Dla liczebników porządkowych powyżej 20 i zliczaniu "w górę" dla cyfry 4 powszechniejsze jest użycie wariantu sino-wietnamskiego "tư/四".                                                                                        |
| 5             | 五（伍）           | ngũ                              | 𠄼                                          | năm                                         | W dialekcie Hanoi, pięć można także wymówić jako "lăm" jeśli dwucyfrowa końcówka liczby kończy się na 5 (tj. 15, 25, 35...) aby uniknąć ewentualnej pomyłki z homonimem năm, czego przykładem jest "năm/𢆥", czyli "lat" (wiek). |
| 6             | 六（陸）           | lục                              | 𦒹                                          | sáu                                         | |
| 7             | 七（柒）           | thất                             | 𦉱                                          | bảy                                         | W niektórych wietnamskich dialektach czytane także jako "bẩy". |
| 8             | 八（捌）           | bát                              | 𠔭                                          | tám                                         | |
| 9             | 九（玖）           | cửu                              | 𠃩                                          | chín                                        | |
| 10            | 十（拾）           | thập                             | 𨒒                                          | mười                                        | |
| 100           | 百（佰）           | bách                             | 𤾓 • 𠬠𤾓                                   | trăm • một trăm                             | Sino-wietnamskie "bách／百" to powszechny morfem (w wyrazach złożonych), który jest rzadko stosowany jako cyfra w dziedzinie matematyki. Przykład: "bách phát bách trúng／百發百中".                                             |
| 1000          | 千（仟）           | thiên                            | 𠦳 • 𠬠𠦳                                   | nghìn (ngàn) • một nghìn (ngàn)             | Sino-wietnamskie "thiên／千" to powszechny morfem, lecz rzadko używany w znaczeniu matematycznym. Przykład: "thiên kim／千金". Wymowa "nghìn" jest typowe na północy Wietnamu, natomiast "ngàn" na południu.                     |
| 10 000        | 萬 • 𠬠萬          | vạn • một vạn                    | 𨒒𠦳                                        | mười nghìn (ngàn)                           | Słowo "một／𠬠" w "một vạn／𠬠萬" to rodzimy (termin wewnętrzny) morfem. |
| 100 000       | 億 • 𠬠億 • 𨒒萬   | ức • một ức • mười vạn           | 𤾓𠦳 • 𠬠𤾓𠦳                               | trăm nghìn (ngàn) • một trăm nghìn (ngàn)   | Słowo "mười／𨒒" i "một／𠬠" w "mười vạn／𨒒萬" i "một ức／𠬠億" to rodzime (termin wewnętrzny) morfemy. |
| 1 000 000     | 兆 • 𠬠兆 • 𠬠𤾓萬 | triệu • một triệu • một trăm vạn | (brak)                                      | (brak)                                      | Słowo "một／𠬠" i "trăm／𤾓" w "một triệu／𠬠兆" i "một trăm vạn／𠬠𤾓萬" to rodzime (termin wewnętrzny) morfemy. |
| 10 000 000    | 𨒒兆               | mười triệu                       | (wariant łączony sino-wietnamski i rodzimy) | (wariant łączony sino-wietnamski i rodzimy) | Słowo "mười／𨒒" w "mười triệu／𨒒兆" to rodzimy (termin wewnętrzny) morfem. |
| 100 000 000   | 𤾓兆               | trăm triệu                       | (wariant łączony sino-wietnamski i rodzimy) | (wariant łączony sino-wietnamski i rodzimy) | Słowo "trăm／𤾓" w "trăm triệu／𤾓兆" to rodzimy (termin wewnętrzny) morfem. |
| 1 000 000 000 | 秭                 | tỷ                               | (brak)                                      | (brak)                                      | |